# Comuna Șotânga, Dâmbovița
Șotânga este o comună în județul Dâmbovița, Muntenia, România, formată din satele Șotânga (reședința) și Teiș.

## Așezare
Comuna se află la nord-vest de Târgoviște, pe malul drept al Ialomiței, și este străbătută de șoseaua județeană DJ712, care merge în paralel cu DN71, pe malul opus al Ialomiței, între Târgoviște și Pucioasa.

## Demografie
Componența etnică a comunei Șotânga
     Români (95,56%)
     Alte etnii (0,07%)
     Necunoscută (4,37%)
Componența confesională a comunei Șotânga
     Ortodocși (93,37%)
     Alte religii (1,92%)
     Necunoscută (4,71%)
Conform recensământului efectuat în 2021, populația comunei Șotânga se ridică la 7.077 de locuitori, în scădere față de recensământul anterior din 2011, când fuseseră înregistrați 7.143 de locuitori. Majoritatea locuitorilor sunt români (95,56%), iar pentru 4,37% nu se cunoaște apartenența etnică. Din punct de vedere confesional, majoritatea locuitorilor sunt ortodocși (93,37%), iar pentru 4,71% nu se cunoaște apartenența confesională.

## Politică și administrație
Comuna Șotânga este administrată de un primar și un consiliu local compus din 15 consilieri. Primarul, Constantin Stroe[*], de la Partidul Social Democrat, este în funcție din 2004. Începând cu alegerile locale din 2024, consiliul local are următoarea componență pe partide politice:
|  | Partid                    | Consilieri | Componența Consiliului | Componența Consiliului | Componența Consiliului | Componența Consiliului | Componența Consiliului | Componența Consiliului | Componența Consiliului | Componența Consiliului | Componența Consiliului | Componența Consiliului | Componența Consiliului | Componența Consiliului |
|  | ------------------------- | ---------- | ---------------------- | ---------------------- | ---------------------- | ---------------------- | ---------------------- | ---------------------- | ---------------------- | ---------------------- | ---------------------- | ---------------------- | ---------------------- | ---------------------- |
|  | Partidul Social Democrat  | 12         |                        |                        |                        |                        |                        |                        |                        |                        |                        |                        |                        |                        |
|  | Alianța Dreapta Unită     | 2          |                        |                        |                        |                        |                        |                        |                        |                        |                        |                        |                        |                        |
|  | Partidul Național Liberal | 1          |                        |                        |                        |                        |                        |                        |                        |                        |                        |                        |                        |                        |

## Istorie
La sfârșitul secolului al XIX-lea, comuna făcea parte din plasa Dealu-Dâmbovița a județului Dâmbovița și era formată din satele Șotânga, Teiș și Goleasca, cu 2200 de locuitori. În comună funcționau două biserici, o școală mixtă, și două mine de cărbuni — una de stat și una aparținând lui D. Dobrogeanu. În 1925, comuna avea aceeași alcătuire și o populație de 3124 de locuitori, fiind arondată plășii Târgoviște din același județ.
În 1950, comuna a trecut în administrarea raionului Târgoviște din regiunea Prahova și apoi (după 1952) din regiunea Ploiești. În 1968, ea a revenit, în alcătuirea actuală, la județul Dâmbovița, reînființat.

## Personalități născute aici
- Maria Niculescu, profesor universitar, ambasador al Organizației Internaționale a Francofoniei la Uniunea Europeană;
- Gheorghe Lambru (1935 - 2002), lăutar, acordeonist.